# Alexiánus Testvérek Kongregációja
Az Alexiánus Testvérek Kongregációja egy katolikus férfi szerzetesrend, melyet a 13. században alapítottak.

## A rend története

### A kezdetek
Az Alexiánus Testvérek Katolikus Férfi Kongregációjának (C.F.A.). kezdete visszanyúlik a begárdok férfi csoportjaiig, akik Krisztus szellemében mindennapi kenyerükért koldultak, szolgálták a szegényeket, ápolták a betegeket és a segítségre szorulókat. Közel 800 évvel ezelőtt Németországban, Hollandiában és környékén alakult meg a rend. A begárdokról a legkorábbi leírást 1259-ből találjuk Aachen város levéltárában, amelyben arról értesülünk, hogy a város begárdoknak adományt adott azért, hogy segítsenek a szegényeken és a hajléktalanokon. 1347-ben kitört Európában a fekete járvány, a pestis, ekkor a begárdok ápolták a betegeket, temették a halottakat. Fontos feladatuknak tekintették, hogy Jézus tanításáról és tetteiről is prédikáljanak. Lassan megalakult a begárdok vallási közösségének több csoportja.
Vallási életük minőségi fejlődésében nagy jelentőséggel bírt Assisi Szent Ferenc (1182–1226) mozgalma, amely Olaszországból terjedt el Európa szerte, és a középkori domonkos misztika (Eckhart 1260-1328; Suso 1295-1366; Tauler 1300-1361), amely Hollandiától Svájcig elsősorban Német területről, a Rajna mentéről (Köln, Strasbourg, Basel, Konstanz) terjedt mind keleti mind nyugati irányba. A buzgó keresztények élete egyre inkább az imádságos életről és Isten szeretetének átadásáról szólt.
Még Szent Ferenc idején, a 12-13. század fordulóján, ezek a buzgók – alulról jövő kezdeményezéssel, egyházi engedély nélkül – kis misztikus közösségeket hoztak létre, mintegy ellenhatásaként a kor száraz, racionális-sztoikus aszkézisének, amely ahelyett, hogy felszabadította volna, inkább elfojtotta az emberek lelke mélyén rejlő képességeket. A „szabad (vagy új) lélek testvéreinek” „fertőző” hatása alól, az akkor már Köln és környékén (Aachen, Neuss, Trier, Worms) élő – egyházi engedéllyel úgyszintén nem rendelkező - német begárdok (férfi közösségek), és beginák vagy begvinek (női közösségek) sem vonhatták ki magukat. Ezt a környék püspökei nem nézték jó szemmel, s több németországi zsinaton, például az 1227-es és 1310-es Trieri zsinaton, valamint az 1259-es és 1310-es Mainzi zsinaton eretnekséggel, autoteizmussal és antinomizmussal vádolták a begárd és begina közösségeket. Mindkettő a szabad szellemű eretnekségre jellemző. Az autoteizmus annak nyílt deklarálása, hogy a beérkezett misztikus azonos Istennel, míg az antinomizmus úgy tartja, hogy aki már elérte az isteni tökéletességet, annak már nincs szüksége semmi olyan egyházi előírásra (szentségek, böjtök, ünnepek, vasárnap, bűnbánat stb.), amely a Küzdő Egyházat köti.

### 14–15. század
A vitás kérdés hamarosan V. Kelemen pápa (1305 június – 1314 április), illetve a XV. Egyetemes vagy Viennai zsinat (1311. október 16. – 1312.  május 6.) elé került. A zsinat „a begárdok és beginák tévedései a tökéletesség állapotáról” címmel 8 pontba szedve hozta meg ítéletét, amit a pápa így zárt: „Mi a szent zsinat jóváhagyásával ezt a szektát az előbb említett tévedésekkel együtt elítéljük, és teljesen elutasítjuk. Szigorúan megtiltjuk, hogy valaki a továbbiakban azokat tartsa, helyeselje vagy védje.” Sokan beleeshettek, és bele is estek ezekbe a tévedésekbe, de akik benne is maradtak, önmaguk távolodtak el s mintegy önmagukat zárták ki a keresztény közösségekből. A tanbeli tévedésektől függetlenül, a helybéli polgárok és vezetőik viszont elismerték a közösségek jó szolgálatát – amit azok alázatos lelkülettel folytattak – és melléjük álltak. Ezt bizonyítja egy 1259-es aacheni adományozólevél is.
1347 és 1351 közt Nyugat-Európában kitört és aratott a fekete járvány, a pestis. Ekkor tűnt ki, hogy az áldozatkészség, az igaz keresztény lelkület szinte teljesen kiveszett az emberekből (ezt ábrázolja szemléletesen a 2004-es Casciai Szent Rita – Umbria gyöngye című, hazánkban is megjelent film). Ezekben a kíméletlen időkben, német, belga és holland területeken az Alexiánus testvérek és nővérek ősei, a begárd és a begina közösségek voltak azok a szinte egyedüli keresztény közösségek, melyek nem hagyták magukra a betegségben szenvedő, fertőző testvéreiket. Életüket kockáztatva táplálták, gondozták az élőket. Elhunytjaikat imádkozva vitték, kísérték a falakon kívülre, hogy eltemessék őket. Az életben maradó, gyógyultakkal pedig együtt hálát adtak Teremtőjüknek, így mutatva jó példát és indítva megtérésre mindazokat, akikben még nagyobb volt a félelem és a gonoszság, mint a hit, a remény és a szeretet. A hitükben érett, felelősen gondolkozó helyi keresztények közül sokan csatlakoztak hozzájuk: a halál és a halálveszély megrendítő élménye őket is a misztikus közösség tagjaivá tette, kovácsolta. Szükségük is volt erre az egységre, mert a járványt követte a nagy éhínség, majd a háborúskodások és lázadások időszaka.
A kezdeti időkben a testvéreket különféle ragadványneveken említette a nép:
- Tüdő Testvér
- Krisztus szegényei
- Cella testvérek vagy Celliták (magyarul: a kis kápolnák, vagyis a föld feletti kripták testvérei)
- Temető Testvérek
- Gyászoló Testvérek
- Lélek vagy kísérő Testvérek
- A halál háborítói vagy szelídítői

A begárd és begina közösségek a tenni valók ellenére is szemük előtt tartották a zsinati intelmeket. Megfogadták a pápa tanácsát, és kérték áldását, további működésükhöz Krisztus és embertársaik szolgálatában. Először XI. Gergely pápa (1371 január – 1378 március), majd IX. Bonifác (1389 november – 1404 október) és IV. Jenő (1431. március – 1447. február) pápák ismerték el tevékenységüket bulláikkal, és intették türelemre püspökeiket, mígnem az 1458. évben II. Piusz pápa (1458. augusztus – 1464.  augusztus) kiváltságlevelet adott a begárd és begina közösségeknek, amelyek központja Aachenben volt. 1472-ben pedig IV. Szixtusz pápától (1471. augusztus – 1484. augusztus) megkapták a hivatalos elismerést, az exemciót, amely pápai rangra emelte a közösséget. Ezt II. Gyula pápa (1503. november – 1513. február) 1506-ban egy bullájával még meg is erősítette. A rend a Szentlélek elsődleges irányítása alatt, laikus létére is meg tudta őrizni az inkább monasztikus, mint világi arculatát. Maradt a régi karizma, a régi öltözet s az új elnevezés, mégis „a régi megszűnt s valami új valósult meg” (2Kor 5,17). Eltelt száz év, s a rend felismerve önazonosságát, megújult.
1472-ben a közösség központi, aacheni templomának már Szent Alexius (magyarul: Szent Elek) volt a választott védőszentje, aki a szegények és koldusok népszerű szentje volt. Az új, és immár végleges – „Alexiánus testvérek” – elnevezést pedig ismét a templomba járó, egyszerű emberek adták, ajándékozták, ragasztották rá a testvérekre, akik ekkora Szent Ferenc reguláját már felcserélték Hippói Szent Ágoston (354–430) regulájára. Szent Alexius pátronusát, s ezzel együtt az „Alexiánus testvérek” elnevezést X. Leó pápa (1513 március – 1521 december) 1518-ban hivatalosan is elismerte és jóváhagyta.

### 16–17. század
A következő kétszáz év politikai (centralizáció, reformáció és ellenreformáció, harmincéves háború – 1618–1648, stb.), gazdasági és egészségügyi helyzete, történelme sem volt rózsásabb, mint az előző, sőt erre még az időjárási és klimatikus viszonyok is rájátszottak. Konkrétan a „kis jégkorszak”, amely a 16. század második felén, és a 17. század első negyedén át zajlott: a telek hosszúak és hidegek, a nyarak pedig rövidek és hűvösek voltak. Érthető, hogy a testvérek – az emberek pszichés állapotának folyamatos romlására, idejében reagálva –, már a 15-16. század fordulóján megkezdték az elmebetegek gondozását is.
A begárd közösségek Hippói Szent Ágoston regulája szerint éltek. Szent Alexiust (Szent Elek) választották védőszentjükké a XVI. században. Szent Alexius egy gazdag római szenátor fia volt, aki feladta gazdagságát, házasságkötésének éjszakáján pedig, megegyezve menyasszonyával, otthagyta a világi életet, és elment Szíriába, ahol koldult és az adományokból segítette a szegényeket.
1458-ban a pápától megkapták a hivatalos kinevezést, mint Alexiánus Testvérek Kongregációja. 1472-ben IV. Szixtusz pápa ismét hivatalosan elismerte az Alexiánus Kongregációt.
„E sokféle és sürgető szükséglet jelzi a Szentlélek nyilvánvaló működését, aki manapság egyre jobban tudatosítja a világi hívekben saját felelősségüket, és mindenütt Krisztus és az Egyház szolgálatára ösztönzi őket.” (Róma, 1965. október 18., „Apostolicam actuositatem”. Határozat a világi hívek apostolkodásáról. 1)

### A rend megújulása
A francia forradalom kitörése (1789. július 14.) után komoly válságba került az Alexiánus testvérek közössége. A rend tagjainak száma gyorsan csökkent, mert I. Napóleon uralkodása idején (1799 – Waterloo, 1815) ugyan eltűrte azokat a testvéreket, akik a betegeket ápolták, de a közösség építést, az újoncoknak a szolgálatra való felkészítését, vagyis a noviciátust nem engedte. Sőt perjeleiket sem választhatták maguk. Állami tisztviselők jelölték ki őket. Ráadásul az állam megfosztotta a rendet birtokaitól s ezen felül még komoly adót is kivetett rá. Még a forradalom elején az „új egyházi alkotmány” az egyházat az állam alá rendelte, s ezen Napóleon nem akart változtatni. A 19. századra, amikor Európa megszabadult a francia nagyhatalmi törekvésektől, a testvérek már csak hárman maradtak. Nehéz volt a talpra állás, de lassan újra gyarapodásnak indultak. Ekkor a rend modern atyja, Dominic Brock generális kormányzása idején, egyikük sorsdöntő lépést tett.

### Missziós tevékenység
A 19. század a nagy vándorlások kora volt. Sokan hagyták el szülőföldjüket, a „Vén Európát” az „Új Világ”, a lehetőségek földje, Amerika kedvéért. Az 1866. év elején Bonaventure Thelen testvér a németországi Aachen városából megérkezett New Yorkba. Ő a rend amerikai provinciájának alapítója, vele vette kezdetét az Alexiánus misszió.
Az európai gyakorlat szerint a testvérek kijártak a házakhoz, s betegjeiket saját otthonaikban szolgálták, ápolták. Valószínű, hogy annak idején, Európában az emberek nem nagyon bíztak kórházaink elődjeiben, az ispotályokban. De Amerikában már más volt a gyakorlat, aminek Thelen testvér hamar belátta az előnyeit és június 22–én Chicagóban, egy kis faházban, 12 ággyal megalapította az első Alexiánus kórházat. Első betegét ő maga, saját karjaiban vitte be a kórházba. Ezt követte 1867-ben a St. Louis-i, majd további kórházak alapítása, mert még 1866-ban kitört a kolerajárvány, majd 1871-ben nagy tűzvész pusztított Chicagóban. A Testvérek hősiesen ápolták a járvány betegeit. Példamutatásuk híre elterjedt az egész világon, s ez mind a mai napig tart. Az Alexiánus Testvérek Kongregációjának egészségügyi szolgálata megtalálható Németországban, Belgiumban, Angliában, Írországban, Indiában és a Fülöp-szigeteken. A Kongregáció központi háza Tennessee (USA) államban található.
A testvérek 1892-ben alapították a Szent Erzsébet kórházat, az ország keleti részén, 1938-ban pedig a Signal Mountaint, ahonnan ma a rend generálisa, Edward Walsh atya irányítja a kongregációt.
Az Egyesült Államokban levő Szeplőtelen Szűz Máriáról elnevezett tartomány támogatja a Fülöp-szigeteken, Davao városában működő szolgálatot, gondoskodik a szegények orvosi ellátásról. 
A tartományfőnökség által kezdődött meg 2001 novemberében a magyarországi Alexiánus rend alapításának terve. A rend legmagasabb főnöke és tanácsa hivatalosan jóváhagyta 2003. február 13-án az Alexinus rend letelepedését Magyarországon. Végleges kolostoruk Győrújbaráton született meg, amely mellett egy jelentős befogadó képességű intézmény, az időseket gondozó Szent Erzsébet Otthon épült fel és működik 2009 óta.
A kongregáció központi háza 1948 óta Tennessee (USA) államban, Signal Mountainben található.

## A laikus szerzetességről
„Minden jó cselekedet a szentlélek által jön.” (Gandhi)
A klerikus szerzetes közösségekkel ellentétben a laikus férfi szerzetesrendek nem nagyon ismertek hazánkban. Sokan értetlenkedve és nehezen fogadják el. Még a keresztények között is van, aki az élet gondjaitól való menekülésnek véli a szegénység, a tisztaság és az engedelmesség szabályai szerinti életet. A laikus szerzetesség felvirágzása, igazán a II. Vatikáni zsinattal (1962.10.11-1965.12.08) vette kezdetét, amikor az Egyház kinyilvánította, hogy a keresztségben, mind a férfiak, mind a nők az egyetemes papság részeseivé válnak.
A laikus szerzetesi életben nagyon fontos a közösségi élet – a közös imádság, a közös étkezés, és a szabadidő közös eltöltése -, mert a közösségben, a szerzetes megoszthatja testvéreivel mindennapi problémáit, kudarcait, sikereit és örömeit. A szerzetesi közösségnek összeforrt csapatként, egymás erősségeit és gyengeségeit kiegészítve kell működnie. Nagyon fontos két szót megjegyeznünk: ünneplés és megbocsátás. Mindkettő közös lényege az elfogadás: légy önmagad és figyelj Krisztusra; ne akarj más lenni, ne akarj másra hasonlítani, mint teremtett önmagadra, mert „Megteremtette Isten az embert a maga képére… és látta Isten, hogy minden amit alkotott, nagyon jó…” (Ter. 1,27.31)
VI. Pál pápa (1963. június 21. – 1978. augusztus 6.) komolyan vette a laikus szerzetesi élet szerepét az Egyházban: „Az Egyházban, nem gondolkodhatunk a szerzetesi életről, ha a laikus szerzetességről - amelyet annyi keresztény férfi és nő követ – megfeledkezünk. Ők azok, akik Krisztus nyomán, szolgálatukkal az emberiség üdvösségét munkálják. Az, aki a szerzetesi fogadalmak által Krisztust követi,  teljesen Istenre bízza magát, és így maga  is élő áldozattá válik.”
II. János Pál pápa (1978. február 13. – 2005. április 2.) mondta: „Meg vagyok győződve arról, hogy, hogy a laikus szerzetesek, akik oly gyönyörű munkát végeznek az Egyházban, megérdemlik legnagyobb tiszteletünket, mert az ő életük a legalkalmasabb az új apostoli teendők teljesítésére. Eljött tehát az idő, hogy nektek, világiaknak is felelősséget kell vállalnotok az Egyházban, mert az Isten népe nemcsak a Pápa, a püspökök, a papok, és a szerzetesek, hanem akik meg vannak keresztelve, de még azok is, akik ugyan nem ismerik az evangéliumot, de jó cselekedeteik által közel vannak az Istenhez.”

## Küldetési nyilatkozat
„Mi, Alexiánus Testvérek, megerősítve a közösség, az imádság, a szegények iránti elkötelezettség és alapítóinktól reánk hagyott öröksége által, partneri együttműködésben másokkal, tanúságot teszünk a Gyógyító Krisztusról Közegészségügyi Szervezetünk módszereivel. Tesszük ezt úgy külsőleg, mint belsőleg az egész emberre kiterjedő módon, óvjuk az egészséget és gondoskodunk a betegekről, haldoklókról, és minden társadalmi réteg kitaszítottjairól egészségügyi hálózatunkban és azon kívül is.” (1980 október, a rendi nagykáptalan)

## Alexiánus karizma
Az Alexiánus karizma egy hívő közösség prófétai és bátor válasza Jézus Evangéliumára, amely imádságban és egyszerű életformában gyökerezik. Jézus követőiként a mi feladatunk, hogy segítő kezet nyújtsunk a szegények, a betegek és haldoklók, különösen a kirekesztettek és a gyöngék felé. Karizmánk másokkal együttműködve, megtérésre és teljes odaadásra hív bennünket, folytatva Jézus gyógyító és kiengesztelő küldetését.